# Franz Fankhauser
Franz Fankhauser (* 2. September 1883 in Bleichegut bei Burgdorf, Kanton Bern; † 16. November 1959 in Winterthur) war ein Schweizer Romanist, Lehrer und Autor.

## Leben und Werk
Franz Fankhauser war der Sohn des Landwirts und Unternehmers Franz Fankhauser. Er studierte von 1902 bis 1909 an der Universität Basel und später an der Universität Bern Romanistik, klassische Philologie, Sanskrit und Geschichte. Als Schüler von Karl Jaberg und Louis Gauchat schrieb er 1908 eine Dissertation über das Patois des Val d’Illiez. Von 1909 bis 1953 wirkte Fankhauser als Lehrer für Französisch, Italienisch und Latein am Gymnasium Winterthur. Als er 1929 an die Universität Lausanne berufen wurde, lehnte er zu Gunsten seines Lehrauftrags ab.
Von 1906 bis 1917 sammelte Fankhauser im französisch-deutschen Grenzgebiet für das Glossaire des patois de la Suisse romande tausende Flur- und Ortsnamen. 1918 folgte die Studie über tessinische torba («Speicher»), in der er Sprach- und Sachforschung verband.
Im gleichen Jahr publizierte Fankhauser mit seinem Freund Jakob Jud die Dissertation von Martin Lutta. Im Laufe der Jahre betreute Fankhauser über fünfzig Dissertationen nebenher als Berater und Korrektor. Er unterstützte mit seinem Wissen die Redaktion des Dicziunari Rumantsch Grischun. Zum Dank wurde das 1939 erschienene Rätische Namenbuch Fankhauser und Jud gewidmet. Fankhauser war auch ein Mitautor der Burgdorfer Jahrbücher.

## Publikationen (Auswahl)
- Das Patois von Val d’Illiez (Unterwallis). Halle 1911.
- Zu tessinisch (valmagg.) torba ‹Speicher›. In: Schweizerisches Archiv für Volkskunde. 22, 1918, S. 50–59.
- Aus der Walliser Volkskunde des 18. Jahrhunderts. In: Franz Fankhauser, Jakob Jud: Festschrift Louis Gauchat zu seinem 60. Geburtstage. Sauerländer, Aarau 1926, S. 398–434.
- Geschichte der Leinenweberei Worb und Scheitlin. 300 Jahre Entwicklung einer Emmenthaler Firma 1630–1936. Burgdorf 1936.
- Bibliographie der Veröffentlichungen von Franz Fankhauser. In: Vox Romanica, 18, 1959, S. 382–387 (Digitalisat).